# 大沢悠里と毒蝮三太夫のGG放談
『大沢悠里と毒蝮三太夫のGG放談』（おおさわ ゆうりと どくまむし さんだゆうの ジジィほうだん）は、TBSラジオが制作し、Spotify向けに配信されるポッドキャストの番組である。
長年にわたりTBSラジオ番組のパーソナリティを務めてきた大沢悠里（元東京放送アナウンサー→フリーアナウンサー）と毒蝮三太夫（タレント・俳優）が、大沢のラジオ番組からの勇退・卒業した2022年4月から、ポッドキャストに舞台を移し、これまで生放送で話すことができなかった「自分たちの話をする場」としての懐かしいエピソードや裏話から、最近の時事問題に至るまでの幅広いフリートークを自由気ままに2人で対談する。
配信は、大沢がラジオの卒業番組と位置付けていた『大沢悠里のゆうゆうワイド土曜日版』が生放送されていた時と同じ、毎週土曜日の15時頃から最新話を配信する。また、リスナーからのメールを受け付けるアドレスも『ゆうゆうワイド』で使ってきた「yuyuwide@tbs.co.jp」をそのまま使用、告知用Twitterアカウントも『ゆうゆうワイド』から引き継いで使用している。